# Saginaw (Misuri)
Saginaw es una villa ubicada en el condado de Newton en el estado estadounidense de Misuri. En el Censo de 2010 tenía una población de 297 habitantes y una densidad poblacional de 138,66 personas por km².

## Geografía
Saginaw se encuentra ubicada en las coordenadas 37°1′40″N 94°28′29″O / 37.02778, -94.47472. Según la Oficina del Censo de los Estados Unidos, Saginaw tiene una superficie total de 2.14 km², de la cual 2.14 km² corresponden a tierra firme y (0.24%) 0.01 km² es agua.

## Demografía
Según el censo de 2010, había 297 personas residiendo en Saginaw. La densidad de población era de 138,66 hab./km². De los 297 habitantes, Saginaw estaba compuesto por el 94.28% blancos, el 0.34% eran afroamericanos, el 3.37% eran amerindios, el 0% eran asiáticos, el 0.34% eran isleños del Pacífico, el 0.34% eran de otras razas y el 1.35% pertenecían a dos o más razas. Del total de la población el 2.02% eran hispanos o latinos de cualquier raza.